# Río Regnitz
El Regnitz es un río alemán de 58 km de longitud. Es un afluente izquierdo del Meno, que nace en la confluencia de los ríos Pegnitz y Rednitz, muy cerca de la ciudad de Fürth, atraviesa ciudades como Erlangen y Forchheim y finalmente desemboca en el Meno, cerca de la ciudad de Bamberg. Entre Fürth y Forchheim hubo muchas norias para sacar agua hasta el siglo XIX. 

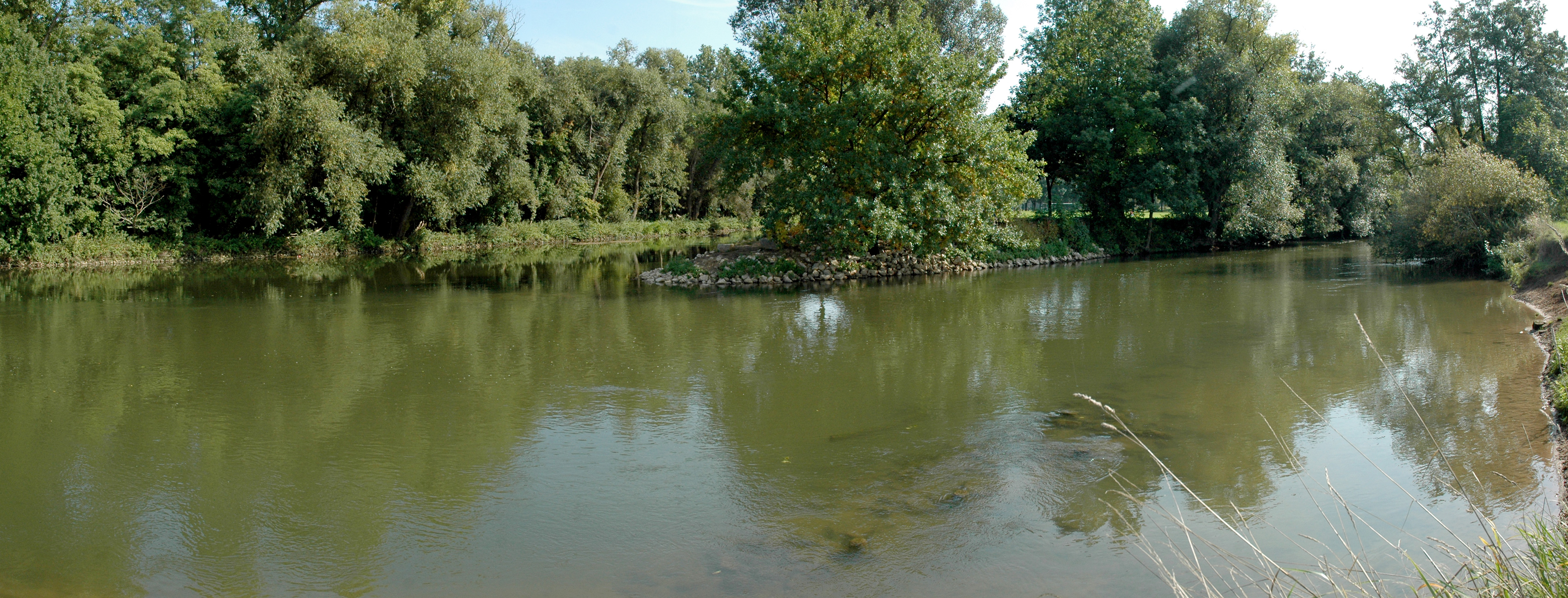
Confluencia del Pegnitz y el Rednitz para formar el Regnitz, 2008

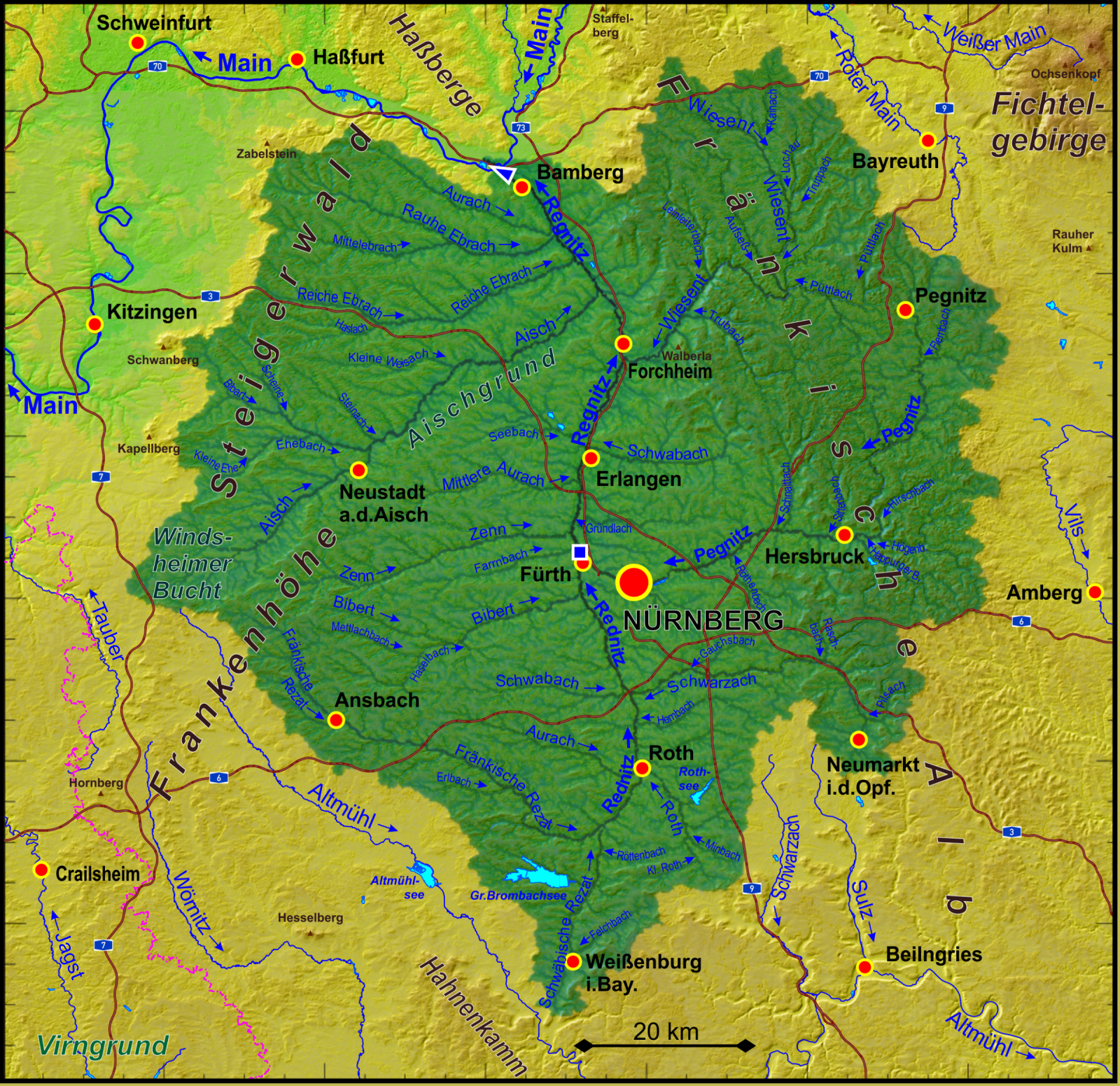
Cuenca del río Regnitz